# Jatiseeng Kidul
Jatiseeng Kidul is een bestuurslaag in het regentschap Cirebon van de provincie West-Java, Indonesië. Jatiseeng Kidul telt 7602 inwoners (volkstelling 2010).